# William Sheldon
Pour les articles homonymes, voir Sheldon.
William Herbert Sheldon (né le 19 novembre 1898 et mort le 16 octobre 1977) est un psychologue américain. Il est surtout connu pour ses livres sur la constitution physique humaine : à partir de données empiriques plus anciennes (tempéraments hippocratiques, etc.), a édifié une typologie des corps humains qu’il a pu corréler statistiquement avec certaines caractéristiques psychologiques.

## Biographie

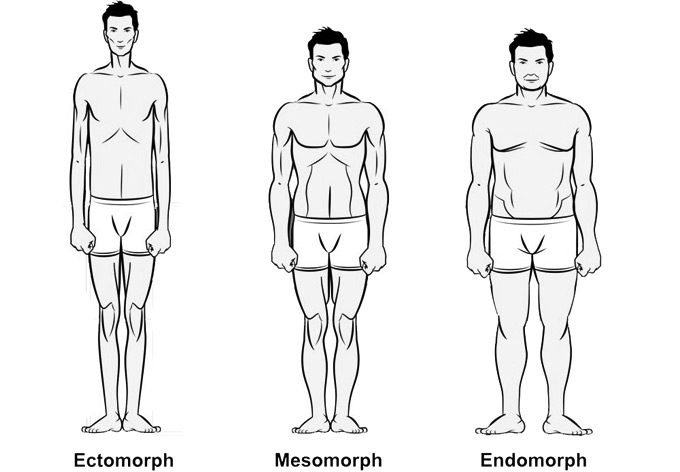
Les trois somatotypes de Sheldon.

Filleul du célèbre psychologue William James, Sheldon a étudié à l'université Brown, puis a soutenu sa thèse de médecine à l'université de Chicago. Sa formation en physiologie, tout comme les idées de James, lui ont inspiré l'idée que la psychologie humaine était dépendante de la constitution des individus. 
Grâce à une bourse d'études, il part en Europe suivre les cours de Carl Jung, rencontre Sigmund Freud et Ernst Kretschmer. Il reprend ses études à l’Université Harvard en 1938. Au cours de la Seconde guerre mondiale, il s'engage dans l'Armée américaine comme médecin major.
De 1947 à 1959, il dirige le Laboratoire de physiologie (Constitutional Laboratory) de l’université Columbia, et obtient une chaire à la faculté de médecine de l’université de l'Orégon, en 1951.
Sheldon est mort dans son bureau du département de Biologie Humaine à Cambridge (Massachusetts) le  17 septembre 1977 et a été inhumé au cimetière Pawtuxet de Warwick (Rhode Island).
Quinze années après sa mort, un avocat commis par l’American Numismatic Society (ANS) a lancé des accusations de vol contre Sheldon,. Sheldon aurait récupéré pour sa collection personnelle 129 pièces en remplaçant celles du fonds de l'ANS par des pièces de moindre valeur ; depuis, les acheteurs de ces pièces les ont restituées une à une à l'association.

## Œuvre scientifique
Dans les années 1940, Sheldon a décrit trois types corporels, ou somatotypes. À partir de photos de nus d'étudiants de l'Ivy league, il a développé une typologie qui s'appuyait sur les données de l’embryologie qui distingue trois couches de tissu : l’endoderme, le mésoderme, et l’ectoderme.   

« Il pensait que chaque individu est habité à divers degrés de chacune de ces trois composantes. Partant de mensurations et de ratios obtenus à partir de photos de nus, Sheldon crut pouvoir assigner à chaque individu un code à trois chiffres mesurant l'intensité des trois composantes, intensité que Sheldon pensait innées (génétiques) et déterminant invariablement l'individu en dépit des variations de sa corpulence ; en d'autres termes, que le physique est une fatalité. »

— Ron Rosenbaum, New York Times du 15 janvier 1995
Sheldon estimait en outre que le physique est étroitement corrélé à des expressions du tempérament viscéro-toniques, qui influencent le comportement vis-à-vis de la nourriture, du confort et du luxe, de la sociabilité, et se traduisent par des accès d’obséquiosité, de nostalgie, de chagrin etc.  Aldous Huxley s'intéressa énormément à ces idées et en assura la promotion. Selon lui, « Sheldon a établi sans aucun doute la classification la plus fine et la plus pertinente des comportements humains ». L'influence de Sheldon transparaît dans les personnages des romans et biographies d'Huxley.
Les traits de personnalité retenus par Sheldon correspondent aux trois feuillets embryonnaires :
- L'endomorphe, qui correspond à un grand développement du système digestif, en particulier l’estomac (endoderme). Ces sujets ont souvent  une certaine tendance à la corpulence, avec un corps mou et des muscles peu développés ; cela correspond au tempérament viscérotonique, qui cherche le confort et le luxe, aime manger, tolérant, sociable, jovial, de bonne humeur, de type extraverti ;
- Le mésomorphe correspond quant à lui à un grand développement de la musculature et du système circulatoire (mésoderme). Il est corrélé au tempérament somatotonique, courageux, énergique, actif, dynamique, autoritaire, agressif, preneur de risque ;
- L'ectomorphe correspond enfin à un grand développement du système nerveux et du cerveau (ectoderme) et à une tendance à être mince, élancé.  Il est corrélé au tempérament cérébrotonique, sensible, timide, introverti, qui a des goûts artistiques développés. Il préfère l’intimité à la foule, se montre souvent inhibé.

Sheldon est aussi connu pour ses contributions à la numismatique, en  particulier avec l’élaboration d’une échelle d’évaluation, appelée échelle de Sheldon,.

## Publications
- Les Variétés de la constitution physique de l’homme. Introduction à la psychologie constitutionnelle. PUF, 1950. Traduction de l’anglais par André Ombredane en collaboration avec S. S. Stevens et W. B. Tucker.
- Avec S. S. Stevens, Les Variétés du tempérament. Une psychologie des différences constitutionnelles. PUF, 1951. Traduction de l’anglais par André Ombredane en collaboration avec Jean-Jacques Grumbach.